# Primeira Liga (Brazilië)
De Primeira Liga  is een Braziliaanse voetbalcompetitie die in 2016 opgericht werd voor clubs uit de Braziliaanse Regio Zuid en clubs uit de staten Rio de Janeiro en Minas Gerais. De competitie werd in het leven geroepen door grote clubs die ontevreden waren over de staatscompetities in Brazilië. Een andere naam voor de competitie is de Copa Sul-Minas-Rio.

## Achtergrond
Elk jaar worden van januari tot mei de staatscompetities gespeeld en pas daarna de nationale competitie. In de staatscompetities spelen clubs uit de Série A, Série B, Série C, Série D en zelfs clubs die zich hier niet voor plaatsen samen in één competitie. Voor de oprichting van landelijke competities in 1959 waren dit de enige competities voor clubs en ook nog lange tijd daarna bleven de staatscompetities met de vele derby's populair. Echter vanaf 2000 kwam hier verandering in en werden deze steeds minder populair en bleven vele toeschouwers weg.
Coritiba was voorstander om de Copa Sul-Minas nieuw leven in te blazen, een bekercompetitie voor de Regio Zuid en de staat Minas Gerais. De topclubs Flamengo en Fluminense uit de staat Rio de Janeiro, en op oorlogspad met de lokale bond FERJ na corruptieschandalen, wilden zich ook bij de nieuwe competitie aansluiten. Normaliter zouden ook Chapecoense, Joinville en Paraná deelgenomen hebben, maar zij haakten af. Fluminense werd de eerste winnaar.
In 2018 werd beslist om de competitie niet te spelen. 

## Overzicht
| Jaar         | Finales    | Finales            | Finales             | Halvefinalisten | Halvefinalisten | Halvefinalisten |
| Jaar         | Kampioen   | Score              | Vicekampioen        | Halvefinalisten | Halvefinalisten | Halvefinalisten |
| ------------ | ---------- | ------------------ | ------------------- | --------------- | --------------- | --------------- |
| 2016 Details | Fluminense | 1 - 0              | Atlético Paranaense | Flamengo        | Internacional   |                 |
| 2017 Details | Londrina   | 0 - 0 (4 - 2 n.p.) | Atlético Mineiro    | Cruzeiro        | Paranà          |                 |

2016 · 2017